# Бичина
Бичина (пољ. Byczyna, лат. Bicina, Bicinium) град је у Пољској. Налази се у Војводству Опоље (пољ. opolskie), спада у повјат клучборски (пољ. kluczborski) у општину Бичина. Град је 2008. године имао око 3.900 становника, а густина насељености износи 640,4 становника по km². Град се простире на површини од 5,79 km², а просечна надморска висина износи 197 m. Градоначелник града је Ришард Гринер (пољ. Ryszard Grüner). Град се налази на северозападном крају Шлеске висоравни, око 15 km северно од Клучборка (пољ. Kluczbork). Бичина је локални трговачко-услужни центар. У граду се налази ситна индустрија грађевинских материјала, дрвна и текстилна индустрија.
.

## Демографија
| 2012. |
| ----- |
| 3.722 |